# 가이아 베이스
가이아 바이스(Gaia Weiss, 1991년 8월 30일 ~ )는 프랑스의 모델, 배우이다.